# فرودگاه بادپر سان‌فلاور
فرودگاه بادپر سان‌فلاور (به انگلیسی: Sunflower Aerodrome Gliderport) یک فرودگاه خصوصی است که یک باند فرود بتن دارد و طول باند آن ۱۲۸۰ متر است. این فرودگاه در کشور ایالات متحده آمریکا قرار دارد و در ارتفاع ۴۸۲ متری از سطح دریا واقع شده‌است.